# Vstajniške socialne delavke
Vstajniške socialne delavke, feministična aktivistična skupina socialnih delavk.

## Delovanje
Vstajniške socialne delavke so feministična (izključno ženska/women-only) skupina, ustanovljena med Prvo vseslovensko splošno vstajo leta 2012. V času delovanja je zavzemala javni prostor s temami, ki bi drugače ostale spregledane. Združevale so feministično analizo z bojem proti kapitalizmu in s preizpraševanjem o novih, radikalnih praksah feminističnega socialnega dela. Bile so nehierarhična skupina, ki je aktivno delovala na rušenju heteropatriarhalnih struktur, vseh oblik hierarhij, kapitalističnega izkoriščanja, represije in avtoritarnosti. Delovala je po principih feminizma in radikalnega socialnega dela. Pri tem so eksperimentirale z direktnimi akcijami, intervencijami v javnem prostoru, performansi, izjavami, DIY vizualijami, sabotažami in samo-izobraževanjem, osvobajanjem samih sebe in druga druge.

## Feministični koledar
Izdale so tri feministične koledarje in ustanovile njim lastno feministično štetje let. Prvi koledar ima letnico 158. Takšno štetje so si izbrale, ker jim je ideja štetja po Kristusu čudna in se jim zdi feministično štetje bolj primerno. Štetje začenjajo z 8. 3. 1857, ker so se takrat ženske v tekstilnih tovarnah v Ameriki uprle in zahtevale boljše delovne pogoje in boljše plačilo za opravljeno delo. Koledar združuje avtorske fotografije in besedilo za vsak mesec kot lasten feminističen manifest. Posamezne datume so pospremile z dnevi rojstev, smrti ali pomembnimi dogodki. Želele so zajeti čim širšo paleto žensk, ki so na kakršenkoli način izstopale iz predpisanih vlog in se pokloniti ženskam, žrtvam totalitarnih sistemov, med katere spada tudi patriarhat, zažgane čarovnice, umorjene ženske, skratka spregledane uporne in divje ženske. Prav tako so dodale prelomne dogodke za zgodovino žensk in človeštva na sploh.
Prvi koledar so izdale 8. 3. 2014 in ga predstavile v Infošopu na AKC Metelkova mesto v sklopu feminističnega in kvir festivala Rdeče zore, hkrati pa so izvedle še performans z naslovom Hočem svoj del zgodovine.
Ob izidu drugega koledarja z letnico 159 so se v nedeljo, 8. marca 2015, na Prešernovem trgu z mešanico performansa, intervencije in razstave spraševale o načinih, kako lahko ženske presežejo vloge gospodinje ter podrejenega objekta in kako se lahko v skupnostni feministični akciji osvobodijo. Izvedle so performans z naslovom Gospodinja, vladana, s. mačkica.
9. 3. 2017 je bila v galeriji Alkatraz, v okviru enajstega festivala Rdeče zore, predstavitev njihovega tretjega in zaenkrat zadnjega feminističnega koledarja, v obliki razstave fotografij, tekstov, videov, kipov in slik, ki so nastale v štirih letih njihovega delovanja. Otvoritev razstave so pospremile s performansom Pljunem na revolucijo.

## Akcije (izbor)
Še posebej odmevna je bila njihova akcija na 13. Paradi ponosa leta 2013, kjer so med govorom ljubljanskega župana Zorana Jankovića nanj zmetale okrvavljene vložke in tampone ter mu sporočile, da jih ne predstavlja in da za njih na Paradi ponosa ni prostora za politične predstavnike, ki jih izkoriščajo toliko, da puščajo kri in da imajo dovolj krvavenja enkrat mesečno.
Januarju 2014 so ustvarile grafite na zidovih Fakultete za socialno delo. Za akcijo so se odločile, ker so menile, da fakulteta ni naredila ničesar, da bi študentke in zaposlene povezala v boju proti kapitalu in varčevalnim ukrepom. Hkrati so menile, da je bila akcija grafitiranja pomemben poskus politizacije fakultete ter vnašanja kritike v učni prostor. Želele so izraziti potrebo, da se začne praksa socialnega dela spreminjati, radikalizirati in da se mora to začeti na fakulteti. Tako ne bi bila več aparat države, ampak v službi ljudi.
S svojimi direktnimi akcijami so opozarjale tudi na zaprtost ljudi v institucionalnih oblikah socialnega varstva in na dejstvo, da je večina med njimi žensk, katerim je v institucijah odvzeta ali vsaj omejena pravica do gibanja. V institucijah so ženske v večji meri deležne spolnih zlorab, nadlegovanja (verbalnega in fizičnega), v večji meri so medikalizirane, če ne ustrezajo stereotipnim predstavam ženskosti (ženska mora biti mirna, tiha, poslušna in uslužna).
Še nekaj naslovov njihovih direktnih akcij: Hitra moda – hitra smrt; Nihče nas ne predstavlja; Mavrice v spalnice; Čaj a la Slavoj; Denar mamam; Še vedno nas sežigate – ne boste nas zažgali; Zrušimo zidove – poletimo v svobodo; Ljudska kuhinja »Siti krize«; To ni center za socialno delo; Ženskam Čas(t), da zrušijo oblast; Obrijmo državo, ne sebe; Nihče nas ne predstavlja; Zrušimo trdnjavo Evropo; Naj bo tukaj vsak dan kino; Radical is the new social; The ŠOU is over; Norost na prostost; Ali vam moramo res pokazati j., da pritegnemo vašo pozornost!?!?!?.  